# Filiberto Rivera
Filiberto Rivera, né le 28 septembre 1982 à Carolina (Porto Rico), est un joueur portoricain de basket-ball. Il évolue au poste de meneur.

## Palmarès
- Finaliste du championnat des Amériques 2009
- 3e du championnat des Amériques 2007